# Macduff (Aberdeenshire)
Macduff (gälisch: Baile nan Dubhach) ist eine Stadt in der schottischen Council Area Aberdeenshire. Sie liegt am Südufer des Moray Firth und ist nur durch den Fluss Deveron von der Nachbarstadt Banff getrennt.

## Geschichte
Ursprünglich hieß Macduff Doune und erhielt im Jahre 1528 die Rechte eines Burghs. Frühe Versuche, die Ortschaft als Seehafen zu etablieren, scheiterten. William Duff, 1. Earl Fife erwarb die Ländereien im frühen 18. Jahrhundert. Sein Nachfolger James Duff, 2. Earl Fife entwickelte die Stadt, ließ einen Hafen errichten und benannte sie in Macduff um. Auf Grund niedrigerer Hafenzölle als im benachbarten Banff, gewann die Stadt im Warenverkehr rasch an Bedeutung. Im Jahre 1884 wurde das ursprünglich in Banff befindliche Zollhaus an das rechte Ufer des Deveron nach Macduff verlegt. Heute wird in Macduff Fischerei betrieben und fischverarbeitende Betriebe haben sich angesiedelt. Ferner nimmt die Tourismusbranche in der Stadt eine bedeutende Rolle ein. Seit 1962 wird südlich der Stadt die Whiskybrennerei Macduff betrieben.
Infolge der voranschreitenden wirtschaftlichen Entwicklung stieg die Einwohnerzahl von Macduff zwischen 1831 und 1871 von 1819 auf 3912 an. Nach 1951 schwankte sie zwischen 3322 und 3894 und betrug bei Zensuserhebung im Jahre 2001 3767. Im Jahre 2011 lebten 4009 Personen in Macduff.

## Verkehr
Macduff ist an einer bedeutenden Querung des Deveron gelegen (Bridge of Banff). Über diese verläuft heute die A98, welche die Städte entlang des Moray Firth zwischen Fochabers und Fraserburgh an das Fernstraßennetz anschließt. Ferner endet die A947 in Macduff, die durch die Hochlande von Aberdeenshire bis Aberdeen führt. Im Jahre 1860 schloss die Great North of Scotland Railway Macduff an das Schienennetz an. Der Bahnhof wurde jedoch zwischenzeitlich aufgegeben. 